# Parti vert estonien
Le Parti vert estonien (en estonien : Erakond Eestimaa Rohelised) ou plus simplement Les Verts (en estonien : Rohelised) est un parti politique estonien écologiste, fondé en 2006. Il est membre du Parti vert européen.

## Participation électorale
En novembre 2006, le parti compte plus de 1 200 membres, ouvrant la porte à sa reconnaissance comme parti politique en Estonie et à sa présentation aux élections. Ils se présentent ainsi aux élections législatives au Riigikogu, le parlement, le 4 mars 2007. Ils obtiennent 39 175 voix, soit 7,2 %, et entrent alors au parlement en gagnant six sièges.
Lors des élections législatives de mars 2011, les Verts ont obtenu 21 824 voix (3,8 % du total) et ont ainsi perdu leurs 6 sièges. Lors des élections législatives de 2015, les Verts ont obtenu 5 193 voix (0,9 % du total), n'obtenant aucun siège. 
En mars 2017, Züleyxa Izmailova a été élue nouvelle présidente du parti.
Le parti obtient 1,82 % des voix aux élections législatives de mars 2019, puis 1,75 % aux élections européennes en mai, des scores en progression par rapport aux précédents scrutins, mais insuffisants pour remporter des élus.
En 2023, le parti n'obtient que 0,96% de voix aux élections législatives de 2023, en net recul par rapport au précédent scrutin.